# Comarcas de España

Mapa de las comarcas en España

Las comarcas de España son divisiones territoriales de España delimitadas por afinidades geográficas físicas y humanas. Habitualmente llevan la denominación «comarca de...» u otras similares, como las de «tierra de...», «campo de...», «campiña de...», «vega de...», «valle de...», «sierra de...», «montaña de...», «montes de...», «puertos de...», etc.
Dada la especial vinculación de las comarcas del medio rural con determinados productos agropecuarios, muchas de ellas suelen identificarse con las denominaciones de origen y otras indicaciones geográficas que protegen su producción local, como es el caso de los vinos o los quesos.
Solo en algunos casos las comunidades autónomas han optado por dotar las comarcas de existencia legal, mediante instituciones intermedias entre los municipios y las provincias (comarcas de Aragón, comarcas de Asturias, comarcas de Cataluña, comarcas de Galicia), aunque también las hay transprovinciales, e incluso algunas que traspasan las fronteras entre comunidades.
La geografía regional clásica identificaba las comarcas como regiones naturales, cuyos rasgos humanos e incluso históricos estarían determinados (determinismo geográfico) o al menos influidos por factores físicos, principalmente por el relieve y los ríos (que marcan sus límites y definen zonas con clima, vegetación o suelos similares). La gran complejidad de la geografía de España, su relieve compartimentado y la multiplicidad de sus climas, conlleva una gran variedad de regiones naturales diferenciadas. La no menor complejidad de su historia ha forjado en cada una de sus comarcas una peculiar idiosincrasia, casi siempre de base preindustrial, que se puede remontar al Antiguo Régimen, y que en algunos casos se manifiesta en particularismos. Por esa misma razón, la comarcalización (la determinación concreta de cuáles sean los límites y hasta la denominación de cada comarca) es un tema sujeto al debate político e identitario, por encima de argumentos geográficos.
No debe confundirse el concepto de comarca o región natural con el nivel superior de división espacial en términos de geografía física de España, que está en las grandes unidades estructurales: Meseta Central (dividida en Meseta Norte y Meseta Sur), Cornisa Cantábrica, Valle del Ebro, Andalucía occidental (o "Bética", o Valle del Guadalquivir), Andalucía oriental (o "Penibética"), Levante español y los archipiélagos (Baleares y Canarias).
Mientras que estas regiones geográficas son menos de diez, las comunidades autónomas son diecisiete y las provincias cincuenta. El número de las comarcas o regiones naturales españolas es mucho mayor que esa cifra y mucho menor que el de los municipios españoles (que son unos ocho mil). Necesariamente habrá de ser, por tanto, del orden de varios centenares, aunque su concreta determinación varía mucho entre los distintos estudios geográficos (por ejemplo, se han identificado 324 "comarcas de suelos").

## Meseta Central

### Meseta Norte

Comarcalización de la provincia de Zamora.

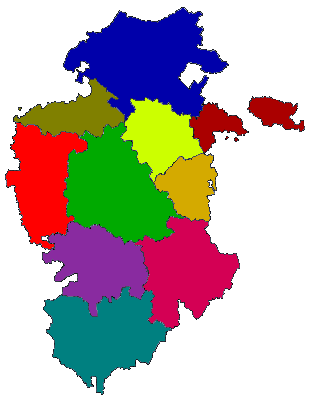
Comarcalización de la provincia de Burgos.

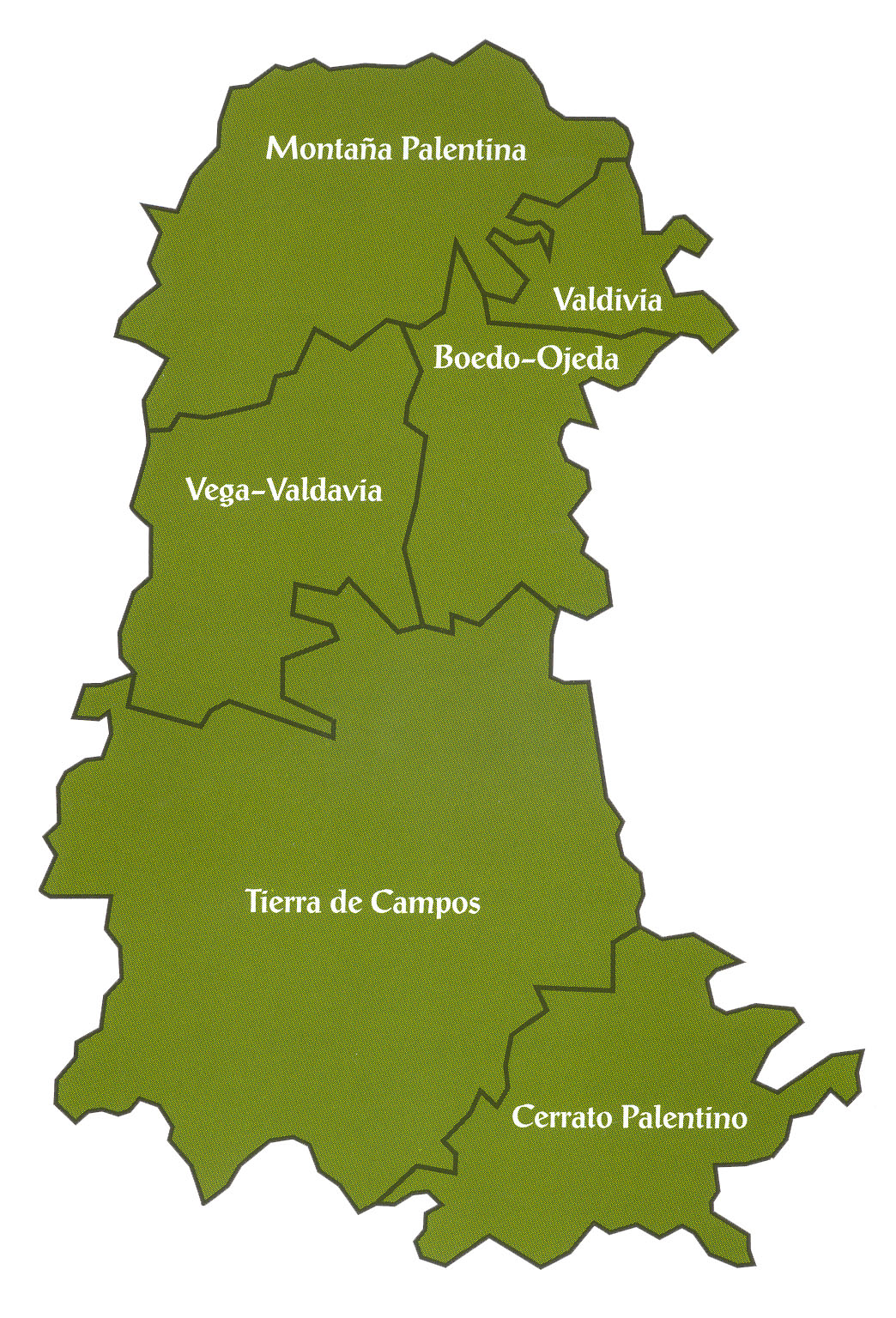
Comarcalización de la provincia de Palencia.

Comarcalización de la provincia de Valladolid.

El vasto espacio, escasamente compartimentado, de la Meseta del Duero, junto a los factores históricos que determinaron una característica división provincial en torno a las ciudades con voto en Cortes, han determinado que en la Comunidad Autónoma de Castilla y León no se haya producido una comarcalización institucional excepto para la Comarca de El Bierzo, reconocida en el Estatuto de Autonomía. Sí existen numerosas demarcaciones, formales e informales, que agrupan territorios de distintas dimensiones, muy a menudo solapadas entre sí. Incluso algunas de ellas reciben la misma denominación en distintas provincias, como la Tierra de Pinares (Ávila, Segovia y Valladolid) y la Comarca de Pinares (Soria y Burgos), o la Tierra de Alba (Zamora y Salamanca).
| Meseta Norte        | Meseta Norte      | Meseta Norte      | Meseta Norte      | Meseta Norte           | Meseta Norte         |
| ------------------- | ----------------- | ----------------- | ----------------- | ---------------------- | -------------------- |
| El Bierzo           | Tierras de Aliste | La Valdivia       | Sierra de Francia | Campo de Gómara        | Sierra de la Demanda |
| La Montaña de Riaño | La Sanabria       | Tierra de Campos  | La Moraña         | Tierra de Medinaceli   | Montes de Oca        |
| El Páramo leonés    | El Sayago         | Tierra del Vino   | Valle de Amblés   | Tierras del Burgo      | Ribera del Órbigo    |
| Babia               | La Ojeda          | Tierra del Pan    | El Cerrato        | Tierras Altas de Soria | Ribera del Órbigo    |
| Tierra de Tábara    | El Cerrato        | Arribes del Duero | La Armuña         | Ribera del Duero       | Ribera del Órbigo    |

Comunidades de Villa y Tierra de la Extremadura castellana.

Comarcas limítrofes con otras zonas geográficas pertenecen administrativamente a provincias castellano-leonesas pero geográficamente están más allá de la cuenca del Duero, como el Valle del Tiétar en la provincia de Ávila, las comarcas del Sil en la provincia de León, las comarcas del Ebro en la provincia de Burgos y las comarcas del Jalón en la provincia de Soria.

### Meseta Sur

Comarcalización de la comunidad autónoma de Castilla-La Mancha.

Comarcalización de la Comunidad de Madrid.

Comarcalización Extremadura.

- La Alcarria es una extensa comarca transfronteriza entre la Comunidad de Madrid y Castilla-La Mancha, y dentro de ésta, entre las provincias de Guadalajara y Cuenca (hay Alcarria de Guadalajara, Alcarria de Cuenca y Alcarria de Alcalá). Se identifica visualmente como un gran páramo o meseta elevada, que limita al norte y este con el Sistema Ibérico (sierra Ministra y serranía de Cuenca) y al sur y oeste con comarcas de altitud más baja (La Mancha y  la Campiña del Henares).
- La Mancha es una extensa comarca, formada por otras comarcas más pequeñas, que da nombre a la comunidad autónoma de Castilla-La Mancha, y que es transfronteriza entre las provincias de Cuenca, de Albacete, de Toledo y de Ciudad Real. Es posible considerar "manchegas" zonas de la Comunidad de Madrid, como puede ser el caso de Aranjuez.

- Serranía de Cuenca. Junto con la Alcarria y la Mancha forma las tres grandes comarcas en que se divide la provincia de Cuenca.
- Campiña del Henares, comarca transfronteriza entre la Comunidad de Madrid y Comunidad de Castilla-La Mancha (provincia de Guadalajara), siguiendo el valle del Henares.
- Alcarria de Alcalá, parte de la Alcarria.
- Las Vegas de Madrid
- La Sierra de Guadarrama
- La Sagra
- Tierra de Barros
- Llanos de Olivenza
- La Vera
- Torrijos
- Valle del Jerte
- Sierra de Gata
- Sierra de San Pedro
- La Serena
- Las Hurdes
- Las Villuercas
- Los Ibores
- Campo Arañuelo
- Campo de Calatrava formando parte de La Mancha
- Campo de Montiel formando parte de La Mancha
- La Siberia

## Cornisa Cantábrica

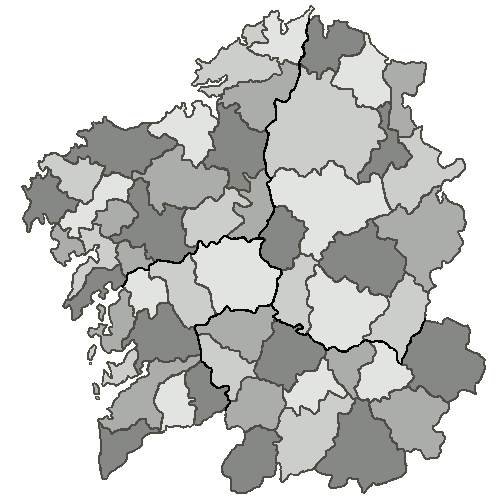
Comarcalización de la Comunidad Autónoma de Galicia.

Comarcalización de Asturias.

El territorio que se sitúa entre la cordillera Cantábrica y el litoral del mar Cantábrico está muy compartimentado por el relieve, en multitud de valles de fuertes pendientes. Es la unidad geográfica con mayor diversidad idiomática.
De oeste a este, comienza con las comarcas gallegas, la mayor parte de las cuales pertenecen a la vertiente atlántica y no a la vertiente cantábrica; mientras que las elevaciones montañosas de la zona se engloban en el llamado macizo Galaico-Leonés, que conectan la Galicia interior con la Meseta, con comarcas de transición (Los Ancares, Sanabria).
- Rías Bajas
- Rías Altas
- Ribeira Sacra
- Comarca de La Limia

Comarcas ganaderas de la Comunidad Autónoma de Cantabria.

Continúa por las comarcas de las comunidades autónomas de Asturias, Cantabria y el País Vasco. La denominación histórica de "las Asturias" se aplicaba a un conjunto de comarcas (Asturias de Oviedo, Asturias de Santillana) que se sucedían desde Galicia hasta La Montaña (o Montaña de Burgos, posteriormente convertida en provincia de Santander y actualmente Comunidad Autónoma de Cantabria).
- Cuencas Mineras (Asturias). Al contrario que la mayor parte de las comarcas, no se define por su personalidad preindustrial, sino por la que se formó a partir de la Revolución industrial. Comprende los valles del Nalón y del Caudal.
- Tierra de Ribadeo
- Valle del Narcea
- Valle del Pas
- Valle del Besaya
- Trasmiera
- Liébana

Comarcalización del País Vasco.

Las comarcas vascas se suceden a partir de Las Encartaciones (que contienen un enclave perteneciente a la Comunidad Autónoma de Cantabria) y hasta el Bajo Bidasoa, que se prolonga hacia el resto del valle del Bidasoa por la Comunidad Foral de Navarra. Los tres "territorios históricos" o "provincias vascongadas" (con la denominación de "señorío" en el caso de Vizcaya y "condado" en el caso de Álava) son las de menor extensión de entre todas las españolas, similares en superficie a comarcas; pero también tenían subdivisiones, como las merindades o las cuadrillas, además de distintas comarcas denominadas a partir de nombres tradicionales o con criterios geográficos recientes.
- Goyerri
- Duranguesado
- Llanada Alavesa
- Montaña Alavesa
- El condado de Treviño es un enclave perteneciente a la Comunidad Autónoma de Castilla y León.

## Valle del Ebro

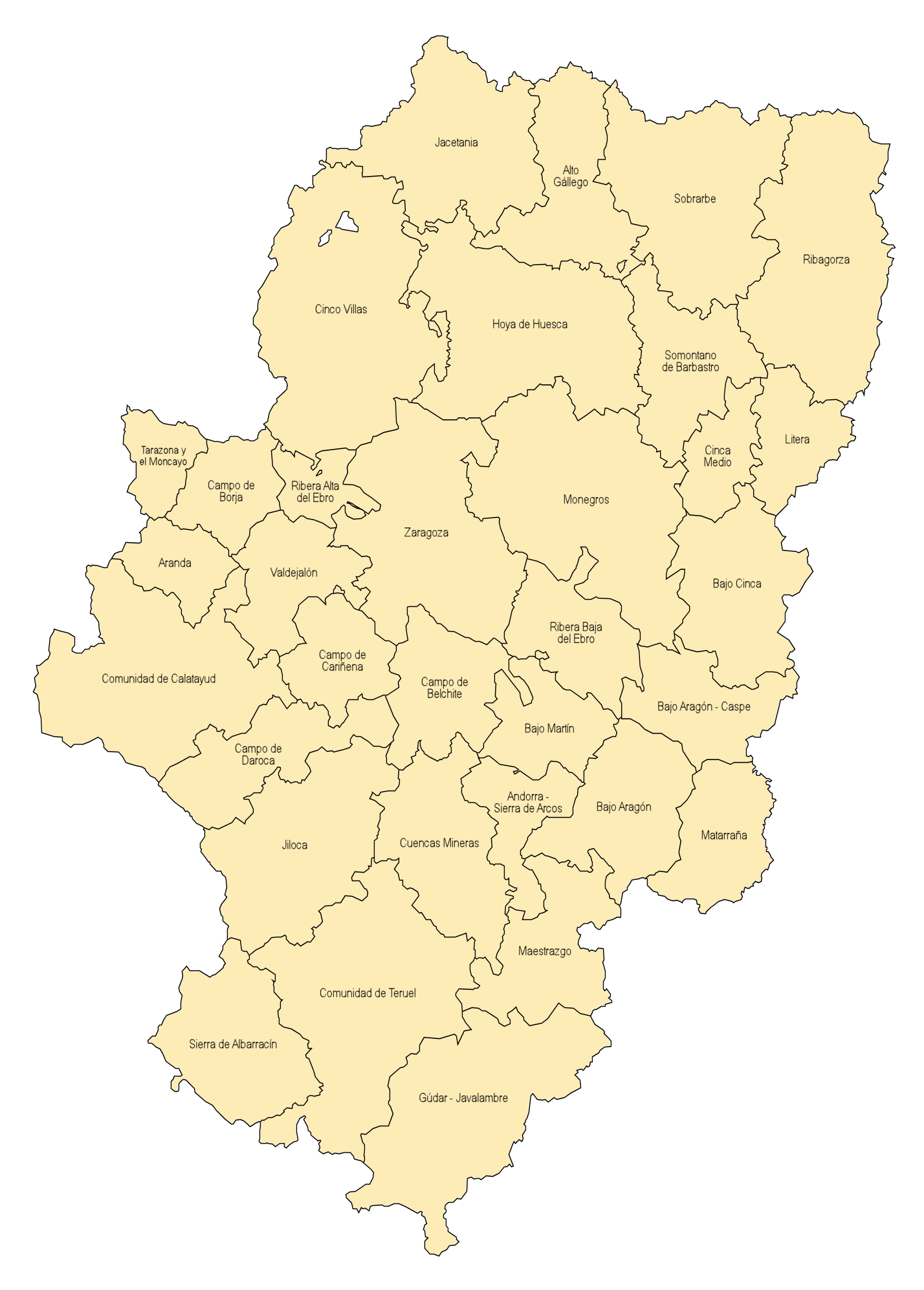
Comarcalización de Aragón.

Comarcalización de Navarra

Veguerías de Cataluña en 1304.

Comarcalización de la Comunidad Autónoma de La Rioja

Mapa de las comarcas de Cataluña.

Las comarcas del alto Ebro suelen incluirse en los estudios geográficos en la Cornisa Cantábrica (Campoo -Comunidad Autónoma de Cantabria-) y en la Meseta Norte (Las Merindades, Bureba, Comarca del Ebro -provincia de Burgos-).
Por su parte, en la cuenca media del Ebro y en su margen derecha se establecen  Rioja alta ( que abarcaría las subcomarcas de Haro, Santo Domingo de la Calzada, sierra de la demanda oriental o Anguiano  y sierra de la demanda occidental o Ezcaray),  Rioja media (que abarcaría las subcomarcas de Logroño, Camero Nuevo o Torrecilla y Camero Viejo  o San Román) y  Rioja baja (que abarca las subcomarcas de Calahorra, Arnedo, Alfaro y Cervera del río Alhama). Todas ellas pertenecientes a la comunidad autónoma de La Rioja.
En la margen izquierda del río Ebro se encuentra la Rioja alavesa o cuadrilla de Laguardia en la provincia de Álava.
Los valles pirenaicos (Pirineos), muy compartimentados y de personalidad muy marcada (históricamente definieron los núcleos cristianos de la Reconquista), están entre los más claros ejemplos de comarcas (valle de Baztán, valle de Ansó, Sobrarbe, Ribagorza, Pallars, valle de Arán -del río Garona, no del Ebro-, etc.). 
El 24 de mayo de 2015, después de una nueva consulta popular, la Generalidad de Cataluña reconoció una nueva comarca: el Moyanés (Moianès, en catalán). Su capital es Moyá.
El 3 de mayo de 2023, la Generalidad de Cataluña ha reconocido oficialmente otra nueva comarca que aún no aparece en muchos mapas de Comarcas de Cataluña: el Llusanés (Lluçanès, en catalán), que antes era una comarca natural (es decir no estaba reconocida como comarca oficialmente). Su capital es Prats de Llusanés.
Estas dos nuevas comarcas de Cataluña también son, oficialmente, españolas.
- Bardenas Reales
- Somontano
- Campo de Cariñena
- Los Monegros (desierto de los Monegros)
- Tarazona y el Moncayo
- Cinco VillasCondados de la Marca Hispánica.
- Jacetania
- Sierra de Guara
- Plana de Urgel
- Las Garrigas
- Segarra
- Cuenca de Barberá
- Tierras del Ebro
- Bajo Aragón
- Sierra de Albarracín
- Valle del Jiloca
- Matarraña

Condados de la Marca Hispánica.

A la cuenca del Ebro pertenecen la mayor parte de las comarcas de la Cataluña interior (particularmente, las de la provincia de Lérida), siendo el resto comarcas litorales del Mediterráneo.

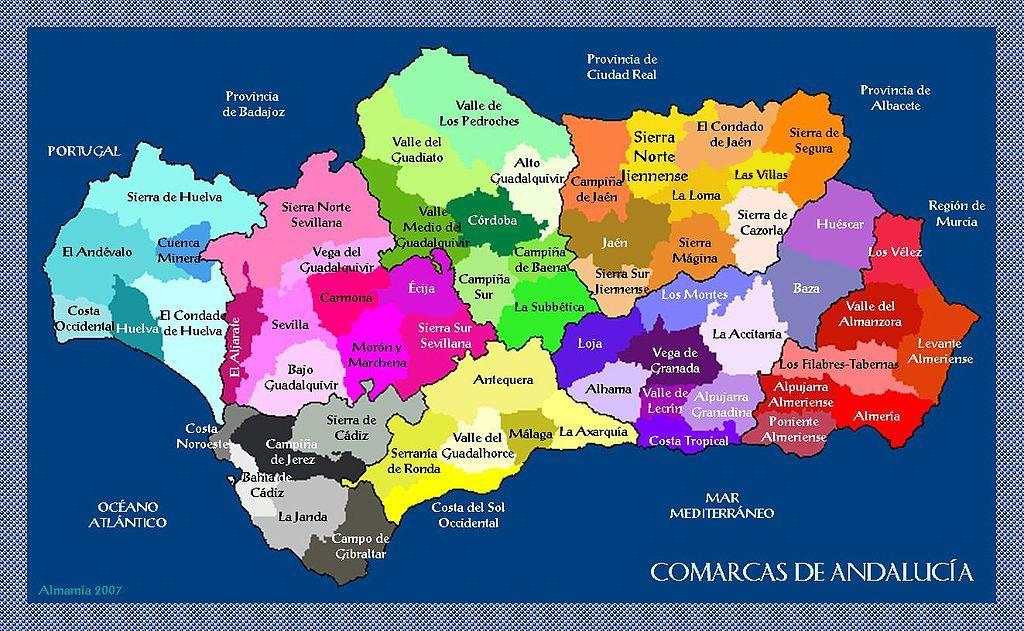
Comarcalización de Andalucía. La diferenciación entre la Andalucía oriental y la occidental no es algo en lo que coincidan los estudios geográficos.

## Andalucía

### Andalucía Occidental
- Sierra de Huelva
- Campo de Gibraltar
- Valle de los Pedroches

El valle alto del Guadalquivir suele considerarse parte de la Andalucía Oriental en los estudios geográficos.

### Andalucía Oriental
- Serranía de Ronda
- Vega de Antequera
- Vega de Granada
- Costa Granadina
- Hoya de Guadix
- Hoya de Baza
- Las Alpujarras
- Levante Almeriense

## Comunidad Valenciana y Región de Murcia

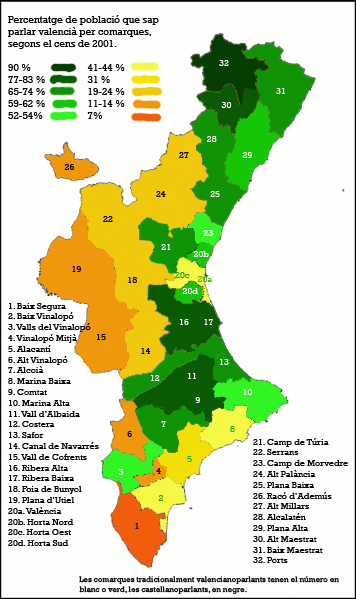
Comarcas valencianas según el conocimiento de la lengua valenciana.

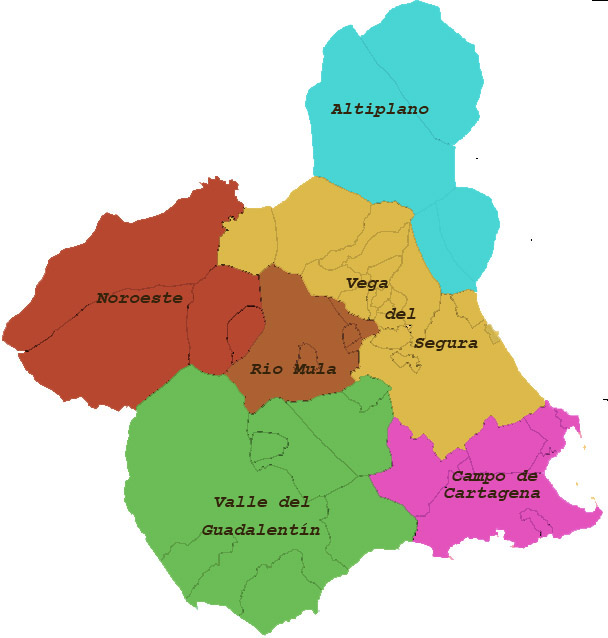
Comarcas agrícolas de la Región de Murcia.

El concepto de "Levante español" no tiene una delimitación clara en los estudios geográficos. Su identificación solamente puede hacerse, genéricamente, con relación a la costa oriental, entre el cabo de Creus y el cabo de Gata, incluyendo así las comarcas o provincias ribereñas del Mediterráneo desde Almería hasta Gerona. No tiene una identificación estricta con el clima mediterráneo litoral (todo el sureste es mediterráneo seco o subdesértico, mientras que gran parte de Andalucía también tiene ese clima mediterráneo costero). Geomorfológicamente también es muy diverso, así como en su ocupación humana. Lingüísticamente coincide en parte con la distribución de las distintas variedades de la Lengua Valenciana.
Buena parte de las provincias de Cuenca y de Teruel pertenecen a la vertiente mediterránea (cuencas del Júcar y del Turia), pero su elevada altitud las diferencian notablemente de las comarcas litorales. Por su parte, las comarcas valencianas del interior se identifican con las características de la Meseta (comarca de Utiel-Requena) o el Sistema Ibérico (Maestrazgo y Rincón de Ademuz); lo mismo puede decirse del Altiplano murciano.
Al norte y al este de las Tierras del Ebro, las comarcas catalanas pueden considerarse unas de ellas como litorales (identificables con las levantinas, como el Maresme, de explícito nombre) y otras como de interior (identificables con otras del Valle del Ebro y el Pirineo).
En el extremo opuesto, las comarcas andaluzas más orientales (aproximadamente la mitad de la superficie de la provincia de Almería): Los Vélez, el Valle del Almanzora y el Levante Almeriense.
- Campo de Cartagena
- Alto y Bajo Guadalentín
- Valle de Ricote
- Huerta de Murcia
- Vegas Alta, Media (Región de Murcia) y Baja del Segura (Comunidad Valenciana).
- Alto, Medio y Bajo Vinalopó
- Marinas Alta y Baja de Alicante
- Campo de Alicante
- Valle de Albaida
- La Safor
- Los Serranos
- Campo de Murviedro
- Huerta de Valencia
- Riberas Alta y Baja
- Plana Alta y Baja de Castellón

## Archipiélagos
Las comunidades archipelágicas cuentan con una entidad administrativa local propia de ámbito insular: los consejos insulares en las Islas Baleares y los cabildos insulares en Canarias. Los municipios en los que se encuentra la sede de estas entidades son la capital insular de la isla. Más allá de las mancomunidades creadas por los municipios o por estas instituciones insulares, no se ha desarrollado un proceso de delimitación legal de las comarcas de ambas autonomías. Sin embargo, sí pueden distinguirse y definirse regiones naturales en cada una de estas islas, en torno a las cuales las localidades pueden agruparse. Especialmente en las islas de mayor superficie y demografía (Mallorca, Gran Canaria y Tenerife), se refieren divisiones comarcales.

### Baleares
El relieve es la principal característica que delimita las regiones naturales de las Islas Baleares. En Mallorca se distinguen tres áreas principales generadas por la Sierra de Tramontana al oeste, la Sierra del Levante al este y una amplia planicie central entre ambas, subdividida en las áreas del Migjorn, el Pla y el Raiguer. Junto con la capital insular de Palma estos seis entornos se corresponden con las comarcas tradicionales de Mallorca, contando cuatro de ellas con mancomunidades municipales que agrupan a la mayoría de sus municipios.

Comarcalización de la isla de Mallorca

Las comarcas de Formentera, Ibiza y Menorca se corresponden con regiones naturales que no siguen la división municipal (Tramuntana y Migjorn de Menorca, Es Amunts en Ibiza, etc.) Sus respectivas capitales insulares asumen así la función correspondiente a las cabeceras comarcales, con la excepción de Ciudadela en Menorca.

### Canarias

Comarcalización de Canarias realizada por el ISTAC con fines estadísticos

La compartimentación del territorio causada por su origen volcánico y la vertiente a la que está orientada son las principales características en la delimitación de las comarcas canarias. Las áreas situadas al norte y este de las islas de mayor relieve se han beneficiado históricamente de la humedad causada por los vientos alisios, lo que ha favorecido el desarrollo agrícola y el poblamiento inicial, en contraste con las zonas a sotavento de éste, que acabarían por ser las preferidas para el desarrollo del sector turístico, dado su clima más soleado.

Las áreas comarcales de Canarias aglutinan, a partir de su entorno geográfico, un espacio supramunicipal referenciado en torno a la cabecera comarcal, siendo las islas capitalinas las que mayor número concentran. Así, las comarcas tradicionales de Tenerife, coincidentes generalmente con el nombre y la extensión que ocupaban los antiguos menceyatos guanches de finales del siglo XV, están definidas en la planificación insular junto a marcadas regiones naturales como Anaga, el Macizo Central y Teno. Por su parte, en Gran Canaria las mancomunidades municipales han surgido en torno a las cabeceras comarcales alternativas a la ciudad de Las Palmas y su área geográfica circundante (norte, medianías, sureste, etc.) En el resto de islas, las capitales insulares actúan como cabeceras comarcales, de tal forma que la delimitación comarcal se circunscribe a un sistema de centro-periferia (Lanzarote) o a sus regiones naturales (La Gomera y El Hierro). Entre estas islas, sólo en Fuerteventura y La Palma se pueden encontrar cabeceras comarcales distintas a sus respectivas capitales.  